# Mount Palombo
Mount Palombo är ett berg i Antarktis. Det ligger i Västantarktis. Inget land gör anspråk på området. Toppen på Mount Palombo är 1 030 meter över havet, eller 33 meter över den omgivande terrängen. Bredden vid basen är 2,7 km.
Terrängen runt Mount Palombo är platt åt sydost, men åt nordväst är den kuperad. Trakten är obefolkad. Det finns inga samhällen i närheten.